# Гайтгайн
Гайтгайн (нім. Geithain) — місто в Німеччині, розташоване в землі Саксонія. Входить до складу району Лейпциг. 
Площа — 54,71 км2. Населення становить 6818 ос. (станом на 31 грудня 2020).